# 阿奎主教座堂

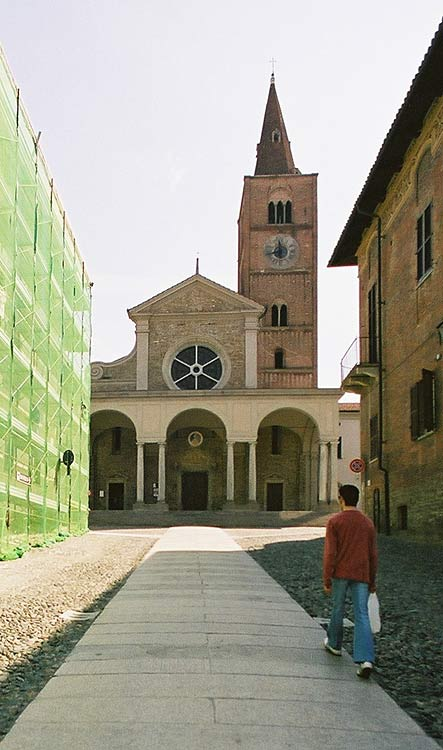
阿奎主教座堂

阿奎主教座堂（義大利語：Duomo di Acqui）是義大利皮埃蒙特大區亞歷山德里亞省城市阿奎泰爾梅的一座天主教的主教座堂，奉獻給聖母升天。這座教堂是天主教阿奎教區的主教座堂。教堂的歷史至少可以追溯至4世紀時。現在的教堂建築修建普里莫主教（989-1018）時期。